# 宗簿寺
宗簿寺，是李氏朝鮮關於王室譜牒事務的衙門，屬正一品衙門

## 業務
負責編集王室譜牒和記錄調查王室成員源流。

## 沿革
高麗時代已存在，1864年(朝鮮高宗1年)與宗親府統合。

## 構成
- 官職 品階 定員
- 1)都提調 正1品 2名
- 2)提調 從1品,正2品,從2品 2名
- 3)正 正3品 1名
- 4)僉正 從4品 1名
- 5)主簿 從6品 1名
- 6)直長 從7品 1名